# Тальфанг
Тальфанг (нім. Thalfang) — громада в Німеччині, розташована в землі Рейнланд-Пфальц. Входить до складу району Бернкастель-Віттліх. Центр об'єднання громад Тальфанг-ам-Ербескопф.
Площа — 19,44 км2. Населення становить 1795 ос. (станом на 31 грудня 2020).

## Галерея

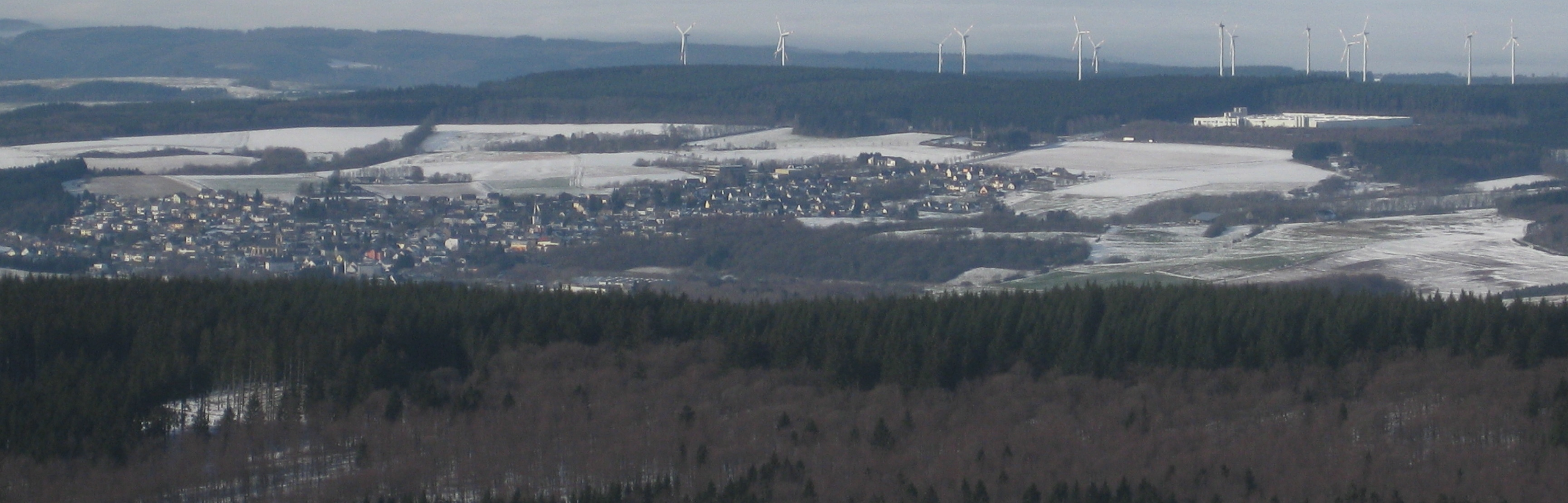
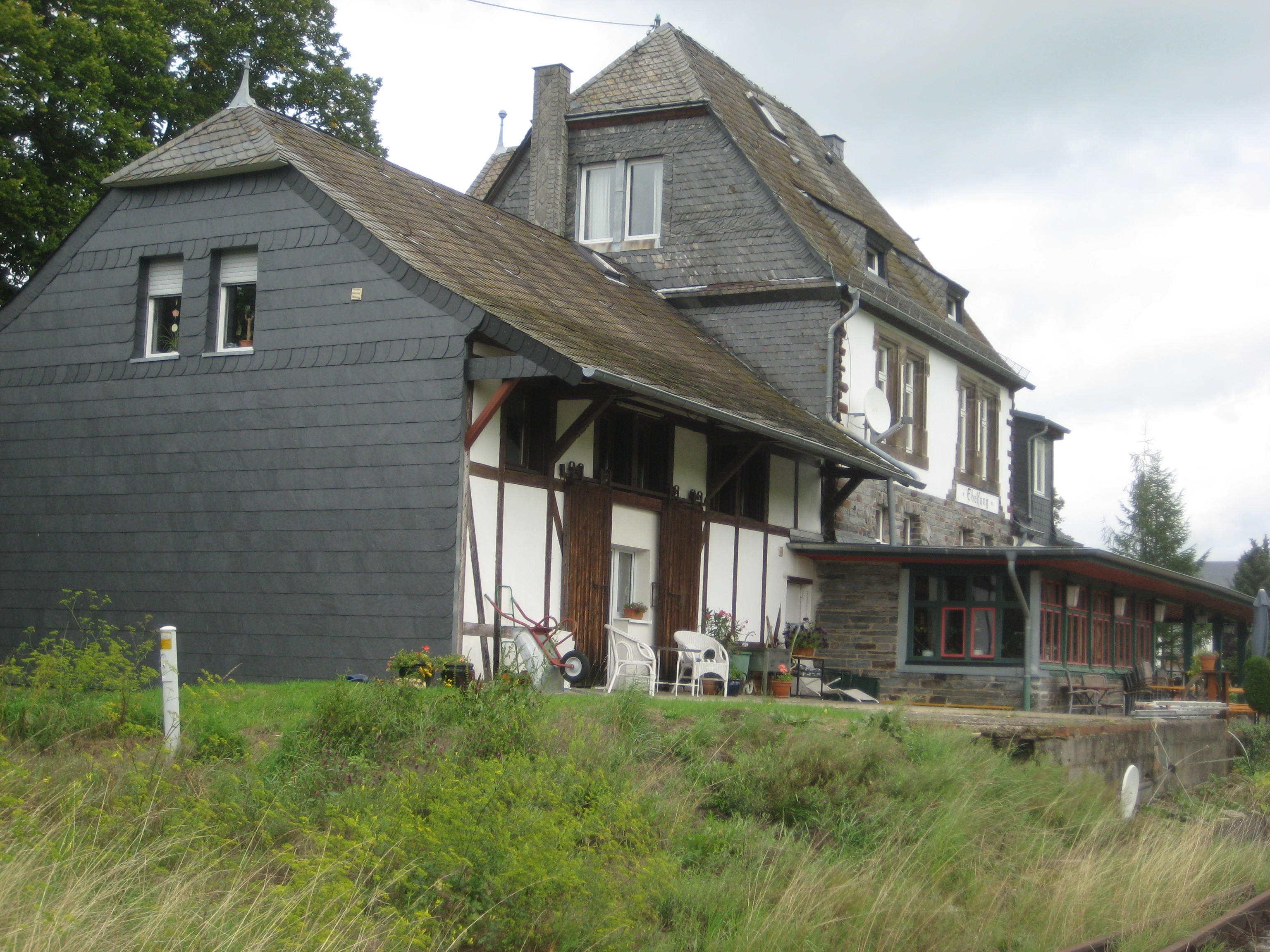